# Беруош-Лендинг
Беруош-Ле́ндинг (англ. Burwash Landing) — небольшое поселение на 1093 миле Аляскинской трассы вдоль южного берега озера Клуэйн.
80 % населения относится к первой нации Юкона — Клуэйн, индейцам, говорящим преимущественно на языке южных тутчоне и входящих в Совет Южных Тутчон. Является административным центром первой нации Юкона — Клуэйн. Традиционный летний лагерь Южных Тутчон. Располагается на высоте 807 метров. Беруош-Лендинг имеет аэропорт и посещается туристами. Самая высокая температура в 32°С, самая низкая — минус 55°С.
- Здание аэропорта
- Музей первой нации Юкона — Клуэйн
- Церковь со школой